# Итакура Сигэмаса
Итакура Сигэмаса (яп. 板倉 重昌; 1588, Микава — 14 февраля 1638, замок Хара) — крупный японский даймё периода Эдо. 

## Биография
Родился в Микаве, носил титул Найдзэн-но Ками (内膳正). Служил советником Токугавы Иэясу. В 1614 году во время Осакской кампании был представителем сёгуна на переговорах с кланом Тоётоми.
В ноябре 1637 года он был назначен главнокомандующим армии сёгуна во время Симабарского восстания. Сигэмасе не удалось взять штурмом замок Хара, где укрывались повстанцы, в результате чего потерял доверие сёгуна Токугава Иэмицу, который отправил его в отставку и поручил командование армией Моцудайре Нобуцуне. Пытаясь восстановить свой авторитет, Сигэмаса лично возглавил очередной штурм замка, но в ходе штурма был убит стрелой.